# جورج الخامس ملك هانوفر
جورج الخامس (بالإنجليزية: George V of Hannover) (27 مايو 1819 - 12 يونيو 1878) كان آخر ملوك هانوفر من 18 نوفمبر 1851 وحتى 20 سبتمبر 1866 وهو الابن الوحيد للملك إرنست أوغسطس الأول ملك هانوفر.

## عن حياته

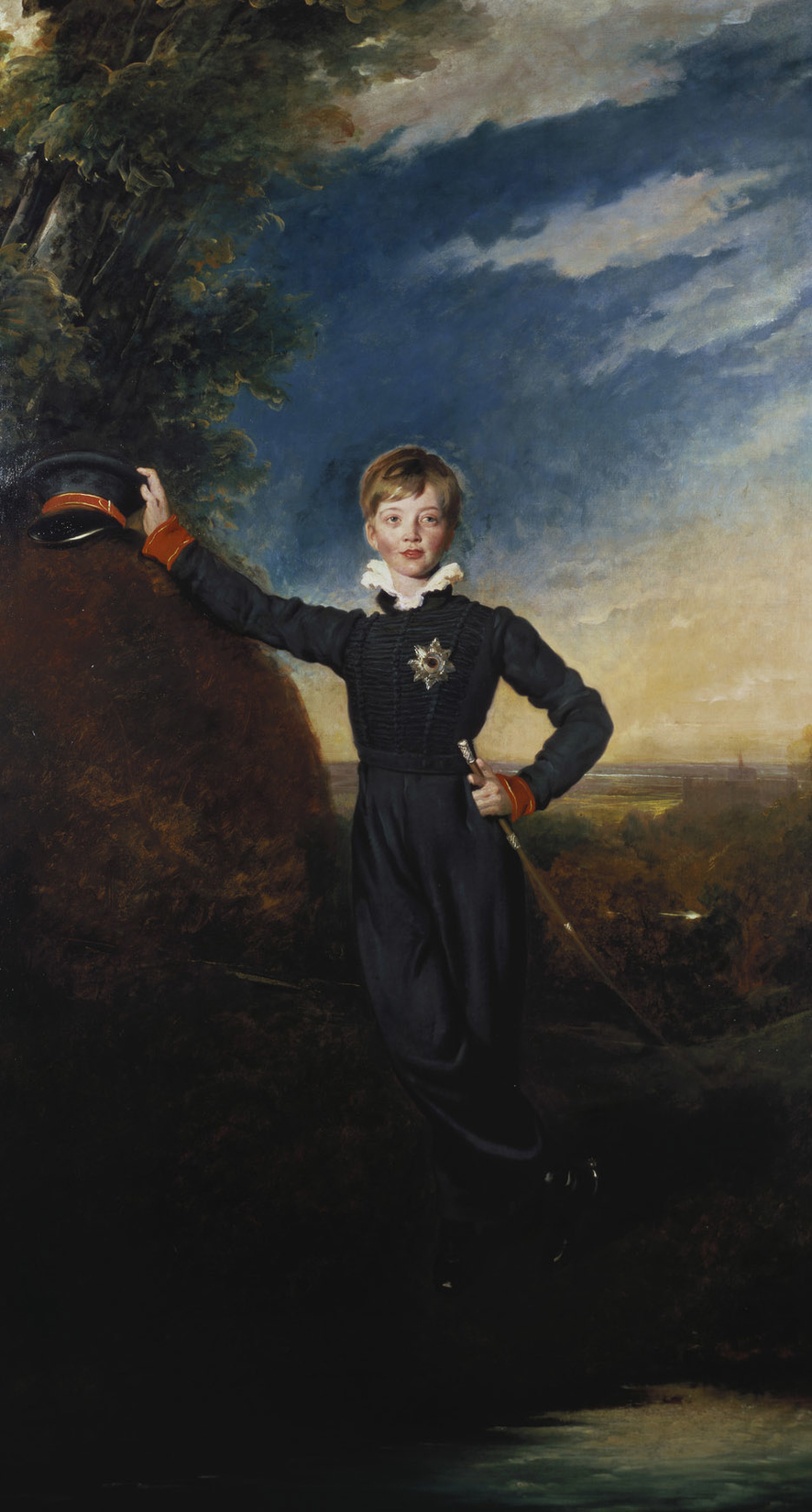
صورة جورج كصبي بريشة توماس لورانس, 1828.

وُلِد جورج في 27 مايو 1819 في برلين, وهو الابن الوحيد للأمير إرنست أوغسطس, دوق كمبرلاند وتيفيوتديل . كان إرنست أوغسطس الابن الخامس لجورج الثالث ملك المملكة المتحدة وزوجته شارلوت من مكلنبورغ-ستريليتس. والدة الأمير جورج هي الأميرة فريدريكا, ابنة أخت الملكة شارلوت, وابنة تشارلز الثاني, دوق مكلنبورغ-ستريليتس الأكبر، وفريدريكا من هيسن-دارمشتات. كان جورج سابعًا في ترتيب خلافة العرش البريطاني عند ولادته, وأصبح لاحقًا ابنًا للوريث المفترض.
تم تعميد الأمير جورج في 8 يوليو 1819 في فندق في برلين حيث كان يقيم والديه, على يد القس هنري توماس أوستن ‏ (شقيق المؤلفة جين أوستن ). كان عرابوه هم الأمير الوصي (ممثلاً بدوق كمبرلاند ), ملك بروسيا، إمبراطور روسيا، ولي عهد بروسيا، الأمير ويليام من بروسيا، الأمير فريدريك من بروسيا, الأمير هنري من بروسيا ‏، الأمير والأميرة ويليام من بروسيا ‏، الدوق الأكبر لميكلنبورغ-ستريليتس، دوق تشارلز من مكلنبورغ، الإمبراطورة الأرملة لروسيا، ملكة هولندا، الأميرة أوغستا صوفيا من المملكة المتحدة، الأميرة الوراثية لهيسه-هومبورغ، دوقة غلوستر وإدنبرة، الأميرة صوفيا من المملكة المتحدة، الأميرة ألكسندرين من بروسيا، الأميرة الوراثية لهيسه-كاسل ‏، دوقة أنهالت-ديساو ‏، الأميرة فرديناند من بروسيا ‏، الأميرة لويزا من بروسيا, والأميرة رادزيويل.
قضى جورج طفولته في برلين وبريطانيا العظمى. فقد بصر إحدى عينيه إثر مرضٍ أصابه في طفولته عام 1828, والأخرى إثر حادثٍ عام 1833. كان والده يأمل أن يتزوج الأمير الشاب من ابنة عمه, الملكة فيكتوريا, التي كانت تكبره بثلاثة أيام, مما يُبقي على وحدة عرش بريطانيا وهانوفر. إلا أن الخطة لم تُكتب لها النجاح.

## ولي العهد
عند وفاة الملك ويليام الرابع واعتلاء الملكة فيكتوريا العرش البريطاني, انتهى الاتحاد الشخصي الذي دام 123 عامًا بين العرش البريطاني والهانوفري لأن قانون هانوفر شبه السالي منع المرأة من اعتلاء العرش. خلف دوق كمبرلاند عرش هانوفر باسم إرنست أوغسطس, وأصبح الأمير جورج ولي عهد هانوفر. وباعتباره سليلًا شرعيًا لجورج الثالث من حيث الذكور, فقد ظل عضوًا في العائلة المالكة البريطانية والثاني في ترتيب العرش البريطاني حتى ولادة الطفلة الأولى للملكة فيكتوريا, فيكتوريا, الأميرة الملكية, في عام 1840. ولأنه كان أعمى تمامًا, كانت هناك شكوك حول ما إذا كان ولي العهد مؤهلاً لخلافة ملك هانوفر, لكن والده قرر أنه يجب أن يفعل ذلك.

## زواجه
تزوج جورج, في 18 فبراير 1843, في هانوفر, من الأميرة ماري ساكس التينبورغ, الابنة الكبرى ليوزف, دوق ساكس ألتنبورغ, من زوجته دوقة أميليا من فورتمبيرغ.

## وفاته
توفي جورج الخامس في منزله بشارع بريسبورغ بباريس, في 12 يونيو 1878. وقد جاء إلى هناك سعياً للحصول على دعم مالي وسياسي لإعادة تأسيس فيلقه. وبعد مراسم جنازته في الكنيسة اللوثرية بشارع تشوكا, نُقل جثمانه إلى إنجلترا ودُفن في كنيسة القديس جورج بقلعة وندسور.

## إرثه
دعم الملك التنمية الصناعية. في عام 1856, تأسست جمعية "جورجس-مارين-بيرجويركس-أوند هوتنفيرين" التي سُميت باسمه وزوجته. أنشأت الشركة مصنعًا للحديد والصلب, مما أعطى مدينة غيورغسمارينهوته اسمها.

## العناوين والألقاب والشعارات

### العناوين والألقاب
- 27 مايو 1819 – 20 يونيو 1837: صاحب السمو الملكي الأمير جورج من كمبرلاند[15]
- 20 يونيو 1837 - 18 نوفمبر 1851: صاحب السمو الملكي ولي عهد هانوفر[16]
- 18 نوفمبر 1851 – 12 يونيو 1878: جلالة ملك هانوفر[17]

### الشعارات
بموجب منحة مؤرخة 15 أغسطس 1835, كانت شعارات جورج على يمين المملكة المتحدة هي شعارات والده (وهي شعارات المملكة المتحدة, تختلف بعلامة فضية من ثلاث نقاط، النقطة المركزية مشحونة بزهرة زنبق زرقاء, وكل من النقاط الأخرى مشحونة بصليب جوليس), ويختلف الكل بعلامة جوليس تحمل علم حصان فضي. أزال العلامة بعد وفاة والده في عام 1851.

## روابط خارجية
- جورج الخامس ملك هانوفر على موقع الموسوعة البريطانية (الإنجليزية)